# Armas (nome)
Armas  è un nome proprio di persona finlandese maschile.

## Origine e diffusione
Riprende un antico termine poetico finlandese, che vuol dire "amato". Ha quindi significato analogo a molti altri prenomi, quali Amato, Abibo, Agapito, Davide ed Erasmo.

## Onomastico
Non esistono santi che portano questo nome, quindi è adespota. L'onomastico può essere festeggiato in occasione di Ognissanti, il 1º novembre. In Finlandia ed Estonia un onomastico laico è fissato al 29 marzo.

## Persone

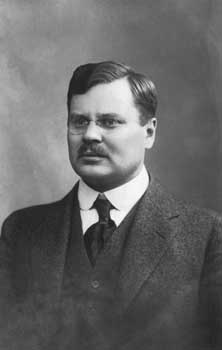
Armas Lindgren

- Armas Launis, compositore, etnomusicologo, giornalista e pedagogo finlandese
- Armas Lindgren, architetto e accademico finlandese
- Armas Taipale, atleta finlandese
- Armas Toivonen, atleta finlandese